# Laundromat Chicks
Die Laundromat Chicks sind eine vierköpfige Indie-Rock-Band aus Wien.

## Geschichte
Unter dem Namen „Laundromat Chicks“ veröffentlichte Tobias Hammermüller seit August 2020 Musik, vorerst als Soloprojekt. 2020 erschien die EP Deep Sea River, darauf folgte noch im selben Jahr die Single Dance on My Grave Tonight. Im Februar 2021 erweiterte sich die Band um Felix Schnabel aka Salamirecorder (Bass), Lena Pöttinger (Schlagzeug) und Theresa Strohmer (Gitarre). Zur selben Zeit wurde die Single Have You Ever Seen a Ghost? veröffentlicht. Im Mai 2021 erschien das Debütalbum Often in the World (Demos). Die Single It Must Be the Stars folgte im Oktober 2021. Ihr neuestes Album Trouble erschien im Juni 2022 bei Siluh Records.

## Diskografie
- 2020: Deep Sea Diver (EP)
- 2020: Dance on My Grave Tonight (Single)
- 2021: Have You Ever Seen a Ghost? (Single)
- 2021: Often in the World (Demos) (Album)
- 2022: Trouble (Album, Siluh Records)
- 2025: Sometimes Possessed (Album, Siluh Records)